# Rudolf Bamler
Rudolf Bamler (Osterburg, 1896. május 6. – Groß Glienicke, 1972. március 13.) német katona. A második világháború előtt és alatt a Wermachtban volt vezető, 1944-ben átállt a szovjetekhez. Habár tagja volt a náci pártnak, később több keletnémet pártba is belépett, katonai vezető is volt.